# Gorgonie
Gorgonie est un prénom féminin.
Les Gorgonie sont fêtées le 9 décembre en Occident  et le 23 février en Orient.